# Nuttallina
Nuttallina is een geslacht van keverslakken uit de familie Ischnochitonidae.  

## Soorten
- Nuttallina californica (Reeve, 1847)
- Nuttallina crossota Berry, 1956
- Nuttallina fluxa (Dall, 1871)